# Edith Stern
Pour les articles homonymes, voir Stern.
Edith Helen Stern (née en 1952) est une inventrice et mathématicienne américaine et ancienne vice-présidente pour la recherche et le développement chez IBM. Elle détient plus de 100 brevets américains et a reçu le prix Kate Gleason de l'ASME. Stern était une enfant prodige, qui a lu l'Encyclopædia Britannica à l'âge de 5 ans et a été le plus jeune diplômé de la Florida Atlantic University à l'âge de 15 ans.

## Enfance et éducation
Le père de Stern, le savant Aaron Stern, avait été dans des camps de concentration pendant la Seconde Guerre mondiale. Il a épousé la mère de Stern, Bella, dans un ghetto de Varsovie. Aaron Stern souffrait d'un cancer et a été soigné à la Mayo Clinic à la demande d'Albert Einstein. Il a encouragé sa fille à devenir universitaire, dans une technique qu'il a qualifiée d' immersion totale dans l'éducation. Elle a utilisé des flashcards pour communiquer des messages avant de pouvoir parler, notamment en exprimant son âge à 11 mois, avait maîtrisé l'alphabet à l'âge de deux ans et joué aux échecs à l'âge de trois ans,. Elle a utilisé un boulier fait maison pour apprendre les mathématiques et a simultanément appris l'éthique et la compassion pour des personnes d'horizons différents. Bien que son père ne supporte pas les tests de QI, le QI de Stern serait de 205 à l'âge de 5 ans. À l'âge de 6 ans, Stern avait lu Platon, Freud et Darwin. Stern s'est inscrite à l'université à l'âge de douze ans et a obtenu un diplôme du Miami-Dade Junior College à l'âge de 15 ans. Elle a obtenu un bachelor en mathématiques à la Florida Atlantic University en 1967 et était leur plus jeune diplômée. Elle faisait partie de l'équipe d'échecs de la Florida Atlantic University. Stern a ensuite obtenu une maîtrise en mathématiques à l'université d'État du Michigan. Son père, qui a surnommé l'éducation de sa fille le projet Edith, a écrit un livre sur son éducation, The Making of a Genius, qui a été publié par Hurricane House Publishers en 1971,. Il a donné une série de conférences à l'université Stanford sur ses idées sur l'éducation. La pression d'être exposée au regard du public dès son plus jeune âge a perturbé sa vie de famille.

## Carrière
Stern a enseigné les mathématiques à l'Université d'État du Michigan avant d'avoir vingt ans. Elle a rejoint IBM en tant que stagiaire au début des années 1970 et a finalement été promue vice-présidente pour la recherche et le développement,. Elle a travaillé sur l'informatique en temps réel pour IBM et est reconnue pour avoir créé la numérotation directe et le retour au dernier appel (en). Stern a travaillé sur l'informatique de santé pour IBM Watson. Elle a également été impliquée dans une équipe qui a remporté un Technology & Engineering Emmy Award (en) pour son travail sur les publicités numériques pour le Réseau de Warner Bros. Television Studios.

### Récompenses et honneurs
Stern possède plus de 120 brevets américains. Stern a été la première femme à devenir membre à part entière de l'American Society of Mechanical Engineers (ASME). En 1998, Stern a été nommée maître inventeur d'IBM et a été élue à l'IBM Academy of Technology (en) en 1999. En 2012, Stern a reçu le prix Kate Gleason de l'AMSE pour sa vie de développement de nouvelles technologies. Elle a reçu le prix Talon de la Florida Atlantic University en 2013.
En 2015, Stern a été répertoriée par Business Insider comme l'une des personnes les plus intelligentes de tous les temps.